# Richard McKenna

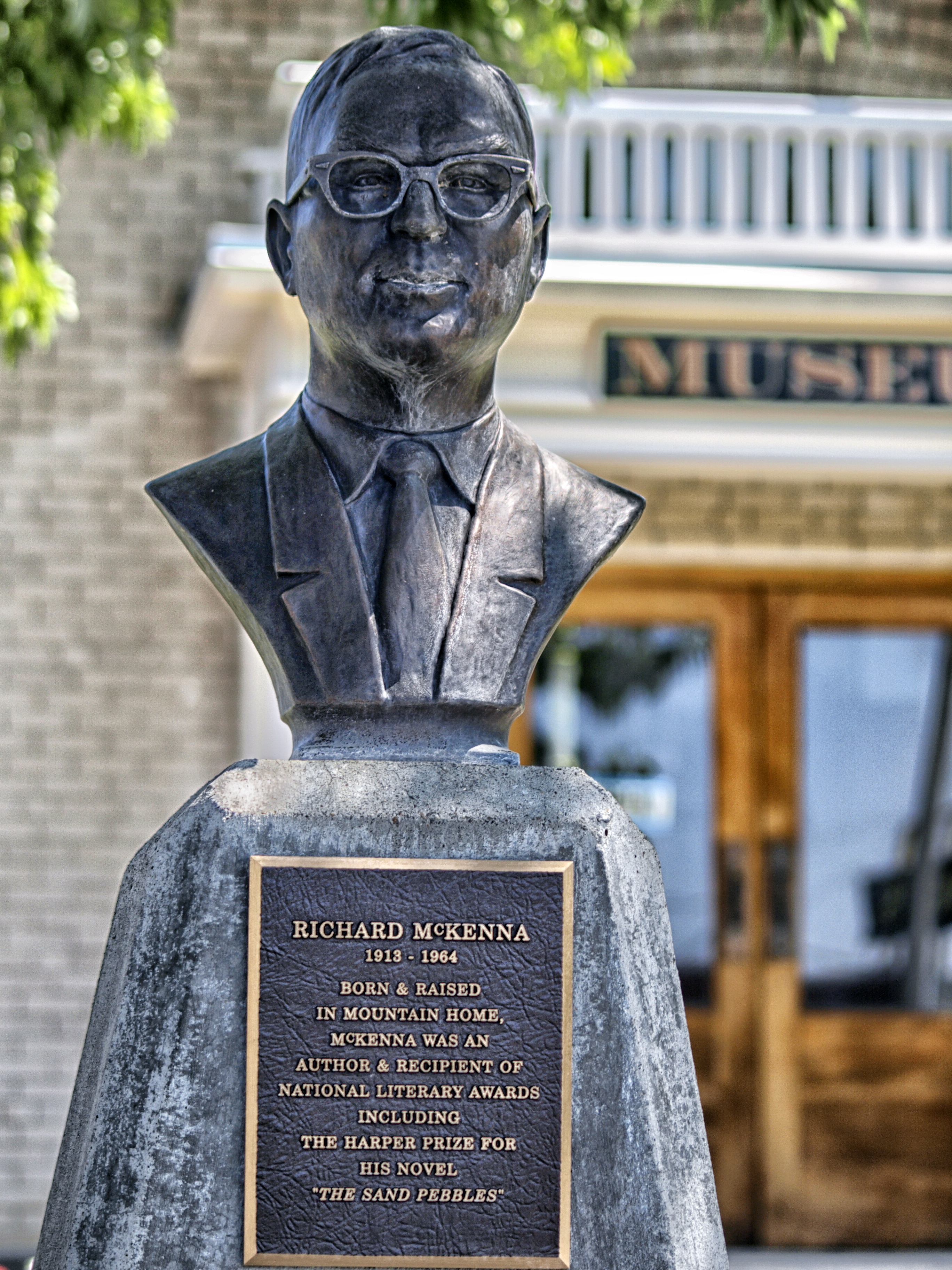
Büste von McKenna

Richard Milton McKenna (geboren am 9. Mai 1913 in Mountain Home, Idaho; gestorben am 1. November 1964 in Chapel Hill, North Carolina) war ein amerikanischer Schriftsteller und Seemann.

## Leben
McKenna war der Sohn von Milton Lewis McKenna und von Anna Lucy, geborene Ertz. Er war der älteste von vier Brüdern einer verarmten Familie. Als er 14 Jahre alt war, war der Vater verschwunden, die Familie war von der kleinen Farm vertrieben worden und hauste zeitweise in einem Zelt. Die Zukunftsaussichten in einer Kleinstadt im westlichen Idaho in der Zeit der Großen Depression waren nicht gut und so trat McKenna nach der High School, als er nach einem Jahr College die 50 Dollar Studiengebühren nicht aufbringen konnte, mit 18 Jahren in die US Navy ein, wo er ab 1931 zunächst eine Sanitätsausbildung machte und einem Hospital in Bremerton im Bundesstaat Washington zugeteilt wurde. Er wollte jedoch zur See fahren und begann daher 1933 als Maschinenmaat auf einem Marinefrachter. Er diente später zwei Jahre lang auf einem Kanonenboot auf dem Jangtsekiang, danach auf einem Truppentransporter im Zweiten Weltkrieg und auf einem Zerstörer im Koreakrieg.
Er war zuletzt Maschinenmaat im Rang eines Chief Petty Officer (CPO). Nach seinem Ausscheiden aus der Navy 1953 konnte er aufgrund der G. I. Bill Literatur und kreatives Schreiben an der University of North Carolina in Chapel Hill studieren, wo er 1956 mit Auszeichnung abschloss und eine Ehrenmitgliedschaft bei Phi Beta Kappa erhielt. Während seines Studiums hatte er die Universitätsbibliothekarin Eve Mae Grice kennengelernt, die er 1956 heiratete.
Nach dem Ende seines Studiums wurde McKenna freier Schriftsteller. Im September 1958 erschien eine erste Erzählung im Magazine of Fantasy and Science Fiction, die zugleich als seine beste gilt. Casey Agonistes erzählt von einer Gruppe an Tuberkulose erkrankter Soldaten, die in der Isolierstation eines Lazaretts resigniert auf ihr Ende warten. Einer der Todkranken aber wirkt heiter und erzählt schließlich, dass er einen Affen namens Casey imaginiere und über dessen Streiche und Aufführung lache. Man könne es übrigens lernen, den Affen zu visualisieren, und bald sehen alle in der Gruppe, wie der Affen herumhopst und sich über den Arzt oder die verhasste Oberschwester lustig macht. Die gemeinschaftliche Halluzination wird zu einem Verbündeten, der dabei hilft, das Ziel zu erreichen, nämlich den Tod.
McKenna schrieb weitere Erzählungen, die der Science-Fiction und Fantasy zugerechnet werden und die großteils postum erschienen. Der Band Casey Agonistes and Other Science Fiction and Fantasy Stories enthält eine erste Auswahl der gesammelten Erzählungen. Der Band The Left-Handed Monkey Wrench enthält weitere Erzählungen aus dem Nachlass sowie Essays und Fragmente.
McKennas großer Erfolg aber war der Roman The Sand Pebbles (deutsch Die Sandjacken), der 1962 erschien und für den er mit dem mit 10.000 Dollar dotierten Harper Prize ausgezeichnet wurde. Das Buch stand 28 Wochen lang auf der Bestsellerliste der New York Times, erschien in Fortsetzungen in der Saturday Evening Post und wurde vom Book of the Month Club ausgewählt. Die Filmrechte wurden für über 200.000 Dollar verkauft und die Verfilmung Kanonenboot am Yangtse-Kiang von Robert Wise mit Steve McQueen in der Hauptrolle kam 1966 in die Kinos, erhielt neun Golden Globes und wurde für acht Oscars nominiert. Der Roman verarbeitet McKennas zweijährigen Dienst auf einem Kanonenboot auf dem Jangtsekiang, allerdings liegt der Zeitraum der Handlung etwa 10 Jahre vor McKennas Dienstzeit in China. Protagonist des Romans ist Jake Holman, der neu zu den Sandjacken kommt, der Mannschaft der San Pablo, eines uralten Kanonenboots noch aus der Zeit des Spanisch-Amerikanischen Krieges. Der Außenseiter und Einzelgänger tut sich anfangs schwer, findet aber schließlich eine Beziehung zur Mannschaft, zu dem fremdartigen Land und sogar die Liebe einer christlichen Missionarin. All das wird aber in Frage und auf die Probe gestellt, als in China der Bürgerkrieg ausbricht.
1964 starb McKenna im Alter von 51 Jahren an einem Herzinfarkt. Sein Nachlass befindet sich in der Southern Historical Collection der University of North Carolina.

## Auszeichnungen
- 1963: Harper Prize für den Roman The Sand Pebbles
- 1967: Nebula Award (postum) für die Kurzgeschichte The Secret Place

## Bibliografie
Roman
- The Sand Pebbles (1962)
  - Deutsch: Die Sandjacken. Übersetzt von Paul W. Schultz. Lichtenberg-Verlag, München 1964. Neuausgabe als: Das Kanonenboot vom Yangtse-Kiang. Goldmann-Taschenbuch #3532, 1977, ISBN 3-442-03532-5.

Sammlungen
- New Eyes for Old: Nonfiction Writings by Richard McKenna (1972)
- Casey Agonistes and Other Science Fiction and Fantasy Stories (1973)
- The Left-Handed Monkey Wrench (1984)

Kurzgeschichten
- Casey Agonistes (1958)
  - Deutsch: Sterben ist nicht leicht. In: Anthony Boucher (Hrsg.): 16 Science Fiction-Stories. Heyne (Heyne-Anthologien #5), 1964.
- The Fishdollar Affair (1958)
- The Night of Hoggy Darn (1958)
- Love and Moondogs (1959)
- Mine Own Ways (1960)
- Hunter, Come Home (1963)
  - Deutsch: Der Wald der Phytos. In: Charlotte Winheller (Hrsg.): Signale vom Pluto. Heyne (Heyne Allgemeine Reihe #248), 1963.
- The Secret Place (1966)
  - Deutsch: Das tiefe Land. In: Brian W. Aldiss, Harry Harrison (Hrsg.): Der Tag Million. Lichtenberg (Science Fiction für Kenner #9), 1971, ISBN 3-7852-2009-X. Auch als: Helens Märchenland. In: Damon Knight (Hrsg.): Damon Knight's Collection 1. Fischer Taschenbuch (Fischer Orbit #1), 1972, ISBN 3-436-01477-X.
- King's Horsemen (1967)
- Fiddler's Green (1967)
  - Deutsch: Die seligen Gefilde. In: Damon Knight (Hrsg.): Damon Knight's Collection 2. Fischer Taschenbuch (Fischer Orbit #3), 1972, ISBN 3-436-01490-7.
- Home the Hard Way (1967)
  - Deutsch: Der Deserteur. In: Wulf H. Bergner (Hrsg.): Mord in der Raumstation. Heyne SF&F #3122, 1968. Auch als: Auf die harte Tour nach Hause. In: Charles G. Waugh, Martin Harry Greenberg, Isaac Asimov (Hrsg.): Sternenschiffe (1). Ullstein (Ullstein Science Fiction & Fantasy #31144), 1987, ISBN 3-548-31144-X.
- Bramble Bush (1968)
- They Are Not Robbed (1968)
  - Deutsch: Die Sternenvögel. In: Wulf H. Bergner (Hrsg.): Flucht in die Vergangenheit. Heyne SF&F #3131, 1968.
- Unclear Call for Lee (1971)
- Church Party (1984)